# Drop dead

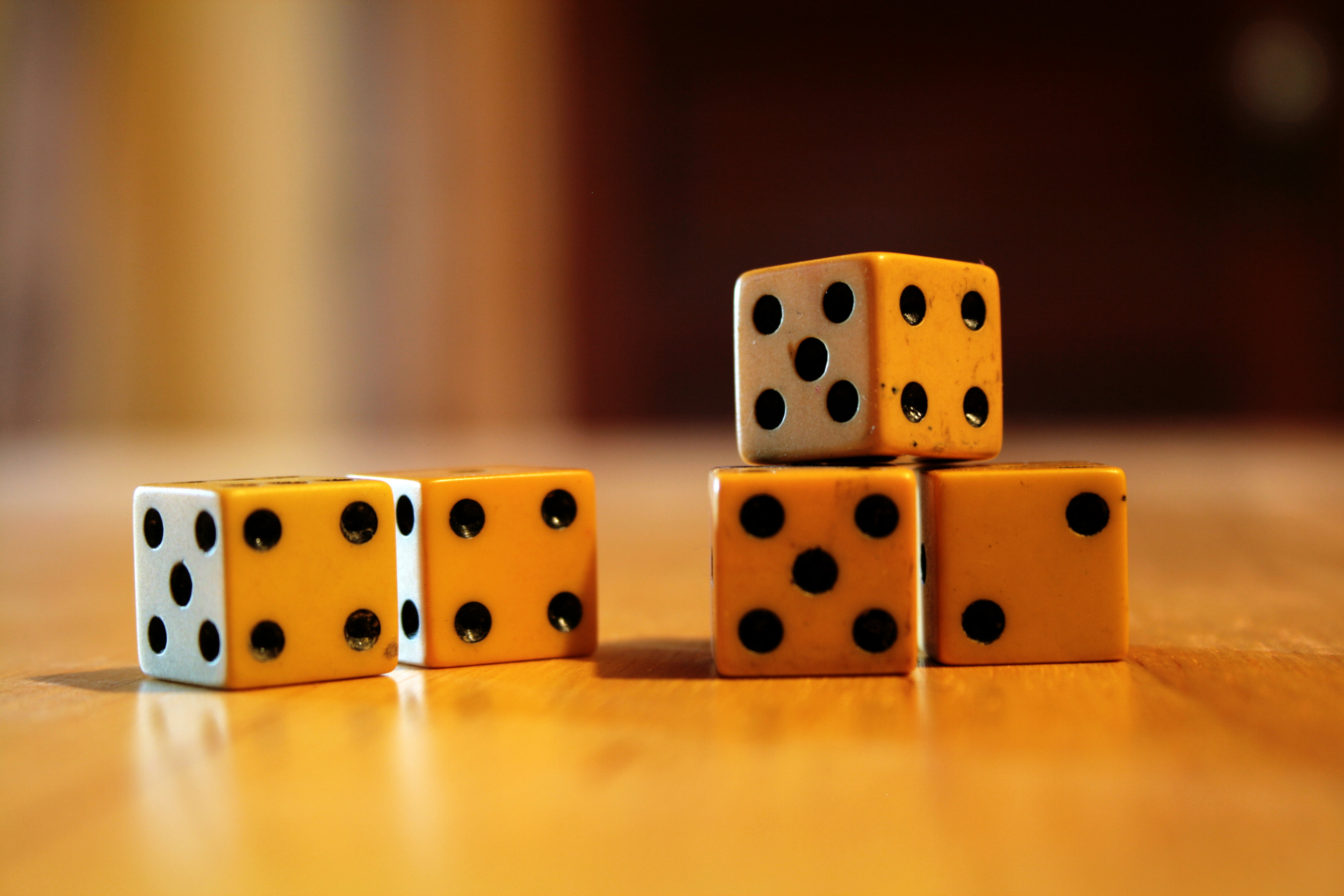

Drop dead är ett tärningsspel, till vilket erfordras fem tärningar samt ett protokoll för att notera deltagarnas poäng. Trots det dramatiska namnet, som betyder "falla ner död", är det fråga om ett familjespel med enkla regler och utan skicklighetsmoment.
Den spelare som är i tur kastar först alla fem tärningarna. Om tärningskastet inte innehåller några 2:or eller 5:or, erhåller spelaren lika många poäng som summan av antalet ögon på tärningarna. Skulle en eller flera 2:or eller 5:or ha fallit upp, ska dessa tärningar läggas undan, och kastet ger inga poäng (utom vid varianten nedan).
Samma spelare fortsätter att kasta om de tärningar som inte lagts undan, och får notera ytterligare poäng till protokollet för varje kast där inga 2:or eller 5:or ingår. Tärningar som visar 2:or eller 5:or läggs åt sidan. När alla tärningar är undanlagda går turen vidare till nästa spelare.
Vinnare av varje spelrunda är den deltagare som fått flest poäng.

## Variant
Vissa spelare föredrar att låta ett kast som innehåller 2:or eller 5:or ge poäng för de övriga tärningarna (efter att tvårorna och femmorna har lagts undan). Denna variant genererar därmed fler poäng än originalet.